# Xian de Wuping
Le xian de Wuping (武平县 ; pinyin : Wǔpíng Xiàn) est un district administratif de la province du Fujian en Chine. Il est placé sous la juridiction de la ville-préfecture de Longyan.

## Démographie
La population du district était de 362 341 habitants en 1999.